# Jordi Cañas Pérez
Jordi Cañas Pérez, né le 12 décembre 1969 à Barcelone (Catalogne, Espagne), est un homme politique espagnol, membre du parti Ciudadanos.

## Biographie
D'abord militant au sein du Parti des socialistes de Catalogne, il rejoint Ciudadanos en 2007.
Il est député au Parlement de Catalogne de 2010 à 2014.
Il est député européen de 2019 à 2024.